# Кемпф, Андреас
Андре́ас Кемпф (нем. Andreas Kempf; род. 4 июня 1967, Вайблинген, Баден-Вюртемберг) — немецкий кёрлингист.
В составе мужской сборной Германии участник зимних Олимпийских игр 2006 и 2010 годов; участник шести чемпионатов мира и шести чемпионатов Европы; последний крупный международный турнир с его участием — чемпионат Европы по кёрлингу 2012 года. В составе мужской сборной ветеранов Германии участник двух чемпионатов мира.
В «классическом» кёрлинге (команда из четырёх человек одного пола) играл в основном на позиции первого.

## Достижения
- Чемпионат мира по кёрлингу среди мужчин: серебро (2007), бронза (2005).
- Чемпионат Европы по кёрлингу: бронза (2008).
- Чемпионат Германии по кёрлингу среди мужчин: серебро (2003, 2004, 2013).

## Команды
| Сезон   | Четвёртый       | Третий            | Второй            | Первый            | Тренер                                                       | Турниры                                                |
| ------- | --------------- | ----------------- | ----------------- | ----------------- | ------------------------------------------------------------ | ------------------------------------------------------ |
| 1997—98 | Роланд Йенч     | Ули Сутор         | Флориан Цёргибель | Андреас Кемпф     | Александер Хухель тренер: Кит Вендорф                        | ЧМ 1998 (10 место)                                     |
| 2004—05 | Анди Капп       | Ули Капп          | Оливер Аксник     | Хольгер Хёне      | Андреас Кемпф тренер: Дик Хендерсон                          | ЧМ 2005                                                |
| 2005—06 | Анди Капп       | Ули Капп          | Оливер Аксник     | Хольгер Хёне      | Андреас Кемпф тренер: Дик Хендерсон                          | ЧЕ 2005 (5 место) ЗОИ 2006 (8 место)                   |
| 2006—07 | Анди Капп       | Ули Капп          | Андреас Ланг      | Андреас Кемпф     | Хольгер Хёне тренеры: Дик Хендерсон, Оливер Аксник           | ЧМ 2007                                                |
| 2007—08 | Анди Капп       | Ули Капп          | Андреас Ланг      | Андреас Кемпф     | Хольгер Хёне тренер: Оливер Аксник                           | ЧЕ 2007 (5 место)                                      |
| 2007—08 | Анди Капп       | Андреас Ланг      | Хольгер Хёне      | Андреас Кемпф     | Феликс Шульце тренер: Оливер Аксник                          | ЧМ 2008 (8 место)                                      |
| 2008—09 | Анди Капп       | Андреас Ланг      | Ули Капп          | Хольгер Хёне      | Андреас Кемпф тренер: Оливер Аксник                          | ЧЕ 2008                                                |
| 2008—09 | Анди Капп       | Андреас Ланг      | Хольгер Хёне      | Андреас Кемпф     | Даниэль Херберг тренер: Оливер Аксник                        | ЧМ 2009 (6 место)                                      |
| 2009—10 | Анди Капп       | Андреас Ланг      | Хольгер Хёне      | Андреас Кемпф     | Ули Капп (ЧЕ) Даниэль Херберг (ЧМ, ОИ) тренер: Оливер Аксник | ЧЕ 2009 (6 место) ЗОИ 2010 (6 место) ЧМ 2010 (7 место) |
| 2010—11 | Анди Капп       | Даниэль Херберг   | Хольгер Хёне      | Маркус Мессенцель | Андреас Кемпф тренер: Мартин Байзер                          | ЧЕ 2010 (4 место)                                      |
| 2011—12 | Андреас Ланг    | Даниэль Херберг   | Маркус Мессенцель | Даниэль Нойнер    | Андреас Кемпф                                                |                                                        |
| 2012—13 | Андреас Ланг    | Даниэль Херберг   | Маркус Мессенцель | Даниэль Нойнер    | Андреас Кемпф тренеры: Анди Капп, Мартин Байзер              | ЧЕ 2012 (9 место)                                      |
| 2012—13 | Даниэль Херберг | Маркус Мессенцель | Даниэль Нойнер    | Андреас Кемпф     |                                                              | ЧГМ 2013                                               |
| 2021—22 | Анди Капп       | Оливер Аксник     | Хольгер Хёне      | Андреас Кемпф     | Матиас Зобель тренер: Ули Капп                               | ЧМВ 2022 (4 место)                                     |
| 2023—24 | Анди Капп       | Оливер Аксник     | Хольгер Хёне      | Андреас Кемпф     | Маркус Мессенцель тренер: Ули Капп                           | ЧМВ 2024 (4 место)                                     |
| 2024—25 | Анди Капп       | Оливер Аксник     | Хольгер Хёне      | Андреас Кемпф     | Маркус Мессенцель тренер: Кит Вендорф                        | ЧМВ 2025 (5 место)                                     |

(скипы выделены полужирным шрифтом)